# Sömn

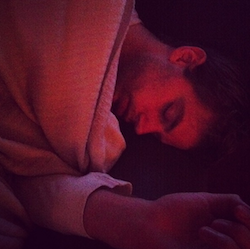
En sovande ung man.

Sömn är ett medvetandetillstånd då en organism för en kortare tid är synbart medvetslös och inte ger gensvar på stimuli. Hjärnaktiviteten kan trots detta dock periodiskt vara mycket hög. Sömnens funktion är inte helt utredd, men mycket pekar på att det är en återhämtningsperiod då kroppen kan vila och läka medan hjärnan bearbetar intrycken från den föregående vakenhetsperioden.
Under sömnen sänks ämnesomsättningen i kroppen, med undantag för hjärnan under REM-sömn, som då har högre ämnesomsättning än vad den har i vaket tillstånd, och vid djup sömn blir andningen långsammare och musklerna slappnar av. Urinavgång under sömn är inte ovanligt hos barn, och benämns sängvätning. Mjuka gommens muskulatur blir också mer avslappnad, och den kan då falla bakåt och hindra luftflödet i de övre andningsvägarna, varvid snarkning uppstår.
Råttor som helt hindras från att sova dör inom ett par veckor. Den direkta dödsorsaken är oklar, men tros hänga samman med en allmän kollaps av immunförsvaret.

## REM och NREM
Sömnen delas upp i olika stadier. En viktig åtskillnad görs mellan REM-sömn och NREM-sömn. REM står för engelska rapid eye movements, och är en benämning på de snabba ögonrörelser som ses episodiskt under REM-sömn. NREM står för non-REM, alltså "icke-REM". NREM-sömnen delas sedan in i tre stadier, stadium N1 till N3, där stadium N1 är den ytligaste formen av sömn (slummer) och stadium N3 är djupsömn. Det är framför allt djupsömnen som är vederkvickande och ger känslan av att vara utvilad. En person som nyligen somnat och befinner sig i sömnstadium I och väcks inom en halvtimme upplever vanligtvis inte att den somnat överhuvudtaget.
Sömnbrist leder till längre och djupare stadier av NREM-sömn, och mindre REM-sömn.
Till skillnad från vad man tidigare trodde anser man idag att individen drömmer under såväl REM- som NREM-sömn. Vissa studier, dock inte alla, tyder på att drömmar under NREM-sömn är mer resonerande till sin karaktär och mer har formen av en inre monolog, medan drömmar under REM-sömn oftare innehåller till exempel synupplevelser.
Under djupsömn är den sovande svårväckt och kan ibland till och med vara tillfälligt desorienterad under de första sekunderna. 
Förutom dessa sömnstadier kan en individ också befinna sig i mellanstadier mellan två olika medvetandenivåer. Sömngång är till exempel ett mellanfenomen mellan djupsömn och vakenhet medan så kallat klardrömmande är REM-sömn med inslag av vakenhet.

## Sömncykler
Under natten växlar individen mellan sömndjup så att natten delas in i så kallade sömncykler, med en genomsnittlig längd på 90 till 120 minuter vardera. En sömncykel inleds med att individen gradvis under cirka 20 minuter går ner i allt djupare sömn, från stadium I till stadium III/IV. Därefter går man vanligen upp i ytligare sömn innan man går in i en episod av REM-sömn. De första sömncyklerna under natten består till större delen av djupsömn med mindre mängd REM, medan man under senare delar av natten sover mer REM-sömn. Under livet varierar sömnbehovet, så att barn sover betydligt mer än äldre; framför allt sover de mer REM-sömn.
Äldre personer, som regelbundet vaknar tidigt efter sänggåendet på kvällen, slumrar ofta till då och då under dygnets gång, så att de sammanlagt sover mer än de till synes gör efter en kort nattsömn.

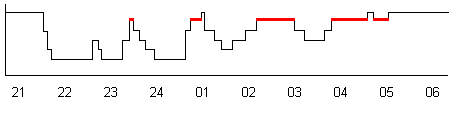
Hypnogram. Längs X-axeln visas klockslag. Linjens Y-position indikerar sömndjup. Röd linjefärg indikerar REM-sömn.

Ett diagram, som visar djupet av de olika sömncyklerna som funktion av sömnens längd, kallas hypnogram. (Av grekiska hypnos = sömn och diagrafein = anteckna) En alternativ term är dormogram (av latin dormire = sova).

## Sömntryck
Sömnen är vanligtvis förlagd till natten hos människan, och tros styras av framför allt två mekanismer, eller oscillatorer. En mekanism (sömnhomeostaten, S-processen) avgör hur mycket sömn vi behöver och ser till att vi får den sömn vi behöver, medan en annan mekanism (den inre klockan, dygnsrytmhållaren, C-processen) ser till att vi sover i ett sammanhängande block nattetid. Under dagen när vi är vakna ökar gradvis sömntrycket, som är den kraft som säger åt oss att vi ska sova. Samtidigt ökar dock också den inre klockans vakenhetssignal, för att vara som starkast framåt eftermiddagen/kvällen. Därefter börjar vakenhetssignalen sjunka, och vi faller i sömn av det sömntryck som byggts upp under dagen. Ju mer djupsömn vi sover, desto mer minskar sömntrycket. Under natten minskar gradvis också vakenhetssignalerna från den inre klockan. På morgonen och förmiddagarna håller vi oss vakna på grund av att sömntrycket är så lågt, medan vi på eftermiddagar och kvällar, när sömntrycket är högre, håller oss vakna på grund av vakenhetsstimulerande signaler från den inre klockan.
Vid resa österut eller västerut som sker så snabbt att klocktiden ändras snabbare än dygnsrytmen kan de två signalerna komma i olag, vilket kan leda till dagsömnighet, sömnlöshet på natten och andra symptom, inklusive symptom från magtarmkanalen. Kroppen kan ställa om den biologiska klockan för att rätta till problemet. Hur lång tid det tar beror dels på hur stor tidsomställningen är, hur personen exponeras för ljus och andra dygnsrytmförändrande stimuli, om resan skett österut eller västerut och på individuella faktorer. Detta kallas vardagligt för jet lag (tidsförskjutning på grund av jetflyg).

## Forskning
Sömn studeras inom medicin och forskning framför allt med så kallad polysomnografisk metodik. Polysomnografi innebär att man kontinuerligt registrerar hjärnaktivitet (EEG), ögonrörelser (EOG) och muskelspänning (EMG) hos en sovande försöksperson eller patient. Med hjälp av detta kan man sedan med stor noggrannhet avgöra personens sömndjup under natten.

### Somnologi
Somnologi (sömnforskning) är den vetenskapliga disciplin som behandlar sömn och därtill relaterade företeelser och fenomen. Av sömnrelaterade fenomen har framför allt drömmar väckt mycket intresse genom historien och i olika kulturer, där drömmar ofta sågs som meddelanden från en transcendent verklighet eller förutsägelser om framtiden. Det mer vetenskapliga studiet av drömmar tog dock fart i och med Sigmund Freud och psykoanalysen, där drömmarna ansågs återspegla dolda och för individen undanträngda önskningar och behov som i förklädd och symbolisk form kom fram under natten.
Länge sågs sömnen mest som ett passivt tillstånd som intresserade få, men i och med upptäckten av REM-sömn i mitten av 1900-talet insåg man att sömnen inte alls bara är ett passivt "avstängt" tillstånd. Somnologi som vetenskaplig disciplin har sedan dess vuxit och sömnmedicin är nu en egen specialitet i USA och på väg att bli en egen specialitet även inom EU. Idag har somnologin ett flertal internationella organisationer och även ett antal vetenskapliga tidskrifter, som t.ex. Sleep och Journal of Sleep Research.
I somnologins intresseområde ingår studier av sömnens funktion och fysiologiska skeenden i samband med sömn samt organismens reglering av sömn och vakenhet. Här ingår också psykologiska och andra konsekvenser av sömnbrist och samhällsmedicinska och sociologiska förändringar i människors sömn-/vakenhetsmönster och vilka konsekvenser detta får för samhället vad gäller t.ex. sjukskrivningar, skiftarbete, arbetsplatsolyckor och liknande. Man studerar också sömnrelaterade störningar och deras diagnostik och behandling. Sömn är viktigt för återhämtning och reparation och sömnproblem är nästan alltid en faktor vid utbrändhet/utmattningsdepressioner.

## Tupplur
En tupplur är en kort vila som avbryts innan djupsömnen inträder. Ordet kommer, enligt Språkrådet, av en jämförelse att tuppar tar korta lurer, ofta på ett ben. Sömnforskning har visat att en tupplur är välgörande för de flesta och kan minska uppkomsten av en rad sjukdomar, bland annat hjärtinfarkt. En del företag tillämpar denna kunskap genom att ge de anställda möjlighet till kortare stunder av vila under betald arbetstid med målet att de ska prestera bättre, och sjukfrånvaron minska. För personer som brukar ha svårt att somna på kvällen kan dock svårigheterna förvärras av tupplurar under dagen.
En tupplur kan uppnås med hjälp av vägledd djupavspänning, Yoga Nidra.

### Mikrosömn
Mikrosömn är en sekundkort omedveten sömn som ofta orsakas av sömnbrist. Det kan inträffa vid bilkörning utan tillräcklig vila. Den drabbade kan därvid faktiskt reflexmässigt hålla sig kvar en lång sträcka på vägen, trots att den svänger. Ljuset från en mötande bil eller oljudet från en bullerkant kan väcka den mikrosovande föraren, som då undrar "hur kom jag hit?" I denna situation gäller det att så fort som möjligt finna en parkeringsficka utmed vägen och ta en planerad tupplur. Om bilförarens mikrosömn övergår till djupare sömnstadium leder det med största säkerhet till en trafikolycka (dikeskörning eller krock med mötande eller framförvarande fordon).
Mikrosömn kan dessutom infalla när man till exempel är ute och går eller gör andra saker, om man är extremt sömnig. Man upplever vid mikrosömn i regel inte någon subjektiv sömn. Mikrosömn kan ses som ett aktivt försök av hjärnan att gå in i sömn. Det är inte klarlagt vad som gör att mikrosömnen inte fortsätter, det vill säga vad som skiljer en mikrosömnepisod från ett vanligt insomnande. Koffein kan minska risken för mikrosömn, även om vanlig sömn är ett bättre val i de fall då man är inbegripen i en potentiellt farlig aktivitet, såsom till exempel bilkörning.

## Sömn hos djur

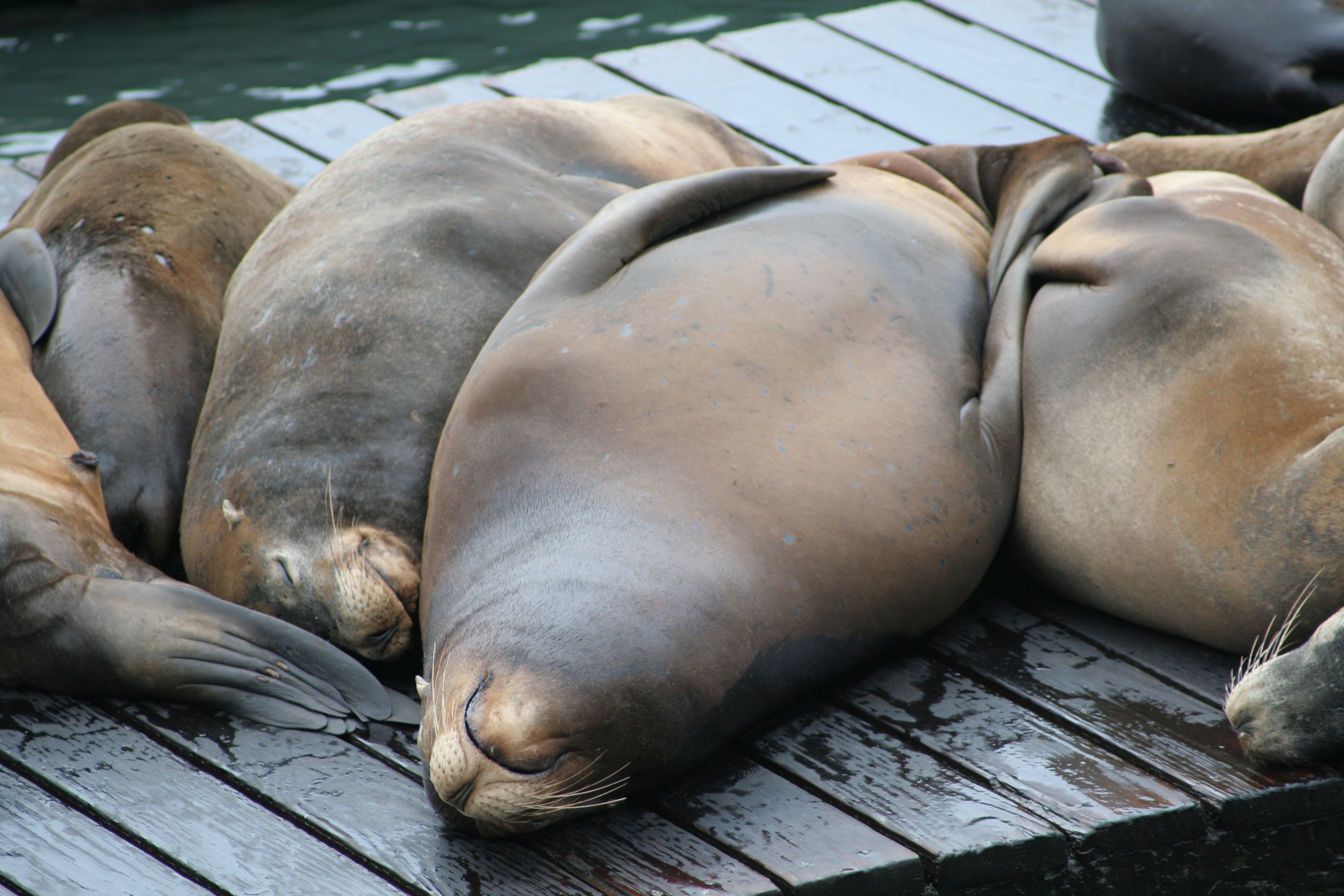
Sovande sjölejon.

Hos mycket primitiva djur är det svårt att definiera sömn, eftersom de kanske inte ens under vaket tillstånd uppvisar beteenden som vi normalt förknippar med vakenhet. Sömnliknande tillstånd finns annars beskrivet hos allt från ytterst enkla organismer, exempelvis fruktflugor, upp till människor. Hos högre organismer, det vill säga fåglar och däggdjur, är sömnen uppdelad i REM-sömn och NREM-sömn (se ovan). Även om sömnens längd, sömncyklernas intervall och annat kan variera högst påtagligt mellan olika typer av organismer, verkar själva sömnbehovet som sådant vara närmast universellt i djurriket. Som kuriosum kan nämnas att även djurarter utan ögonlock sover. Exempelvis sover alltså också de flesta fiskar och kräftor, trots att de inte kan blunda. En människa som på grund av sjukdom eller någon olyckshändelse förlorat förmågan att blunda, kan lära sig att sova med öppna ögon.
Vissa grupper av djur uppvisar mycket specialiserade egenheter i sömnen, till exempel en del valar, som kan sova med en hjärnhalva i taget – så kallad unihemisfärisk sömn.